# Antonio Janni
Antonio Janni (Santena, 19 settembre 1904 – Torino, 29 giugno 1987) è stato un allenatore di calcio e calciatore italiano, di ruolo mediano.

## Carriera

### Giocatore

#### Club

Un giovane Janni

Entra giovanissimo nel Torino e già a sedici anni è promosso in prima squadra. Vittorio Pozzo lo fa esordire in campionato a Mantova il 10 aprile del 1921 nelle semifinali interregionali del campionato 1920/21. In quello stesso campionato, Janni, curiosamente, è protagonista il 26 giugno, insieme agli altri giocatori, di quella che è ricordata negli annali del calcio come la partita più lunga, lo spareggio disputato a Vercelli contro il Legnano per accedere alla semifinale nazionale. La partita si chiude al 90' sull'1-1. L'arbitro, come il regolamento di quel tempo prevedeva, decide per tempi supplementari ad oltranza, ma dopo che la situazione non si sblocca, al 158' decide di sospendere l'incontro per esaurimento delle forze (sue e dei giocatori in campo) e di rifare la partita. Torino e Legnano si metteranno poi d'accordo per rinunciare all'incontro e quindi anche alla possibilità di partecipare alla semifinale di campionato contro il Bologna.
Con la maglia del Toro giocherà ininterrottamente per diciassette anni (è tra i primi dieci giocatori granata di ogni tempo), inizialmente come mezzala, poi centravanti collocandosi infine sui valori assoluti del tempo nel ruolo di centromediano.
In totale saranno 330 le presenze di Janni (49 reti) negli incontri ufficiali. Con la maglia granata si fregia del titolo di Campione d'Italia (2 volte, poi il primo verrà revocato) e vince una Coppa Italia. Nel 1937/38 passa al Varese, gioca metà campionato di serie C ma un ginocchio ormai malandato dai postumi di un grave infortunio, subito durante la gara Torino-Brescia del 4 maggio 1930 dall'avversario Angelo Pasolini, chiude definitivamente la sua carriera di calciatore, subito però si apre quella di allenatore.

#### Nazionale
Il 24 novembre 1924 un infortunio a Baloncieri (proprio l'anno prima di passare al Torino), paradossalmente apre la strada della Nazionale a Janni. A vent'anni esordisce come centrattacco, a Duisburg, contro la Germania segnando anche la rete della vittoria. In azzurro viene poi utilizzato al centro della mediana o come laterale. L'intelligenza tattica del giocatore è determinante anche nella squadra azzurra. Gioca un quinquennio totalizzando 23 presenze (con una rete, quella dell'esordio). Con l'azzurro, insieme ad altri due granata, Baloncieri e Rossetti, conquista il bronzo ai Giochi olimpici del 1928. In Nazionale subì anche un infortunio pesante, il 7 aprile 1929 a Vienna, quando, durante i primi minuti di gioco si spezzò una gamba nella partita poi vinta dai padroni di casa per 3-0

### Allenatore

Nel 1943, allenatore del Torino, tra Gallea e Ossola

Dato il suo ingegno tattico, appena concluse la carriera sportiva, è chiamato a sostituire Feldmann alla guida di un Torino in preoccupante serie negativa. Salvato il Torino torna al Varese e come allenatore scopre Franco Ossola che segnala subito a Ferruccio Novo, che dal 1939 è il nuovo presidente granata: il primo acquisto della squadra poi conosciuta come Grande Torino.
Dopo il Varese, Janni torna all'ovile e nel 1942-43 vince lo scudetto da allenatore sostituendo “in corsa” Kuttik. Nel 1944 è ancora alla guida dei granata, il connubio Torino-Fiat di quel campionato di guerra.
Nel dopoguerra allenerà la Pro Vercelli e poi la Carrarese, per essere chiamato successivamente dal presidente Paolo Mazza alla guida della SPAL di Ferrara che, nel 1951 vincendo il campionato di serie B, porterà per la prima volta dall'avvento dei campionati a girone unico, nella massima serie. In serie A guiderà anche il Novara per una stagione e chiuderà la sua carriera a Ravenna in Serie C nel 1960.

## Statistiche

### Cronologia presenze e reti in nazionale
| Cronologia completa delle presenze e delle reti in nazionale ― Italia | Cronologia completa delle presenze e delle reti in nazionale ― Italia | Cronologia completa delle presenze e delle reti in nazionale ― Italia | Cronologia completa delle presenze e delle reti in nazionale ― Italia | Cronologia completa delle presenze e delle reti in nazionale ― Italia | Cronologia completa delle presenze e delle reti in nazionale ― Italia | Cronologia completa delle presenze e delle reti in nazionale ― Italia | Cronologia completa delle presenze e delle reti in nazionale ― Italia |
| Data                                                                  | Città                                                                 | In casa                                                               | Risultato                                                             | Ospiti                                                                | Competizione                                                          | Reti                                                                  | Note                                                                  |
| --------------------------------------------------------------------- | --------------------------------------------------------------------- | --------------------------------------------------------------------- | --------------------------------------------------------------------- | --------------------------------------------------------------------- | --------------------------------------------------------------------- | --------------------------------------------------------------------- | --------------------------------------------------------------------- |
| 23-11-1924                                                            | Duisburg                                                              | Germania                                                              | 0 – 1                                                                 | Italia                                                                | Amichevole                                                            | 1                                                                     |                                                                       |
| 8-11-1925                                                             | Budapest                                                              | Ungheria                                                              | 1 – 1                                                                 | Italia                                                                | Amichevole                                                            | -                                                                     |                                                                       |
| 17-1-1926                                                             | Torino                                                                | Italia                                                                | 3 – 1                                                                 | Cecoslovacchia                                                        | Amichevole                                                            | -                                                                     |                                                                       |
| 21-3-1926                                                             | Torino                                                                | Italia                                                                | 3 – 0                                                                 | Irlanda                                                               | Amichevole                                                            | -                                                                     |                                                                       |
| 18-4-1926                                                             | Zurigo                                                                | Svizzera                                                              | 1 – 1                                                                 | Italia                                                                | Amichevole                                                            | -                                                                     |                                                                       |
| 9-5-1926                                                              | Milano                                                                | Italia                                                                | 3 – 2                                                                 | Svizzera                                                              | Amichevole                                                            | -                                                                     |                                                                       |
| 18-7-1926                                                             | Stoccolma                                                             | Svezia                                                                | 5 – 3                                                                 | Italia                                                                | Amichevole                                                            | -                                                                     |                                                                       |
| 28-10-1926                                                            | Praga                                                                 | Cecoslovacchia                                                        | 3 – 1                                                                 | Italia                                                                | Amichevole                                                            | -                                                                     |                                                                       |
| 30-1-1927                                                             | Ginevra                                                               | Svizzera                                                              | 1 – 5                                                                 | Italia                                                                | Amichevole                                                            | -                                                                     |                                                                       |
| 20-2-1927                                                             | Milano                                                                | Italia                                                                | 2 – 2                                                                 | Cecoslovacchia                                                        | Amichevole                                                            | -                                                                     |                                                                       |
| 17-4-1927                                                             | Torino                                                                | Italia                                                                | 3 – 1                                                                 | Portogallo                                                            | Amichevole                                                            | -                                                                     |                                                                       |
| 24-4-1927                                                             | Parigi                                                                | Francia                                                               | 3 – 3                                                                 | Italia                                                                | Amichevole                                                            | -                                                                     |                                                                       |
| 15-4-1928                                                             | Porto                                                                 | Portogallo                                                            | 4 – 1                                                                 | Italia                                                                | Amichevole                                                            | -                                                                     |                                                                       |
| 22-4-1928                                                             | Gijón                                                                 | Spagna                                                                | 1 – 1                                                                 | Italia                                                                | Amichevole                                                            | -                                                                     |                                                                       |
| 29-5-1928                                                             | Amsterdam                                                             | Francia                                                               | 3 – 4                                                                 | Italia                                                                | Olimpiadi 1928 - Ottavi di finale                                     | -                                                                     |                                                                       |
| 1-6-1928                                                              | Amsterdam                                                             | Spagna                                                                | 1 – 1 dts                                                             | Italia                                                                | Olimpiadi 1928 - Quarti di finale                                     | -                                                                     |                                                                       |
| 4-6-1928                                                              | Amsterdam                                                             | Spagna                                                                | 1 – 7                                                                 | Italia                                                                | Olimpiadi 1928 - Quarti di finale (ripetizione)                       | -                                                                     |                                                                       |
| 7-6-1928                                                              | Amsterdam                                                             | Uruguay                                                               | 3 – 2                                                                 | Italia                                                                | Olimpiadi 1928 - Semifinale                                           | -                                                                     |                                                                       |
| 14-10-1928                                                            | Zurigo                                                                | Svizzera                                                              | 2 – 3                                                                 | Italia                                                                | Coppa Internazionale                                                  | -                                                                     |                                                                       |
| 11-11-1928                                                            | Roma                                                                  | Italia                                                                | 2 – 2                                                                 | Austria                                                               | Amichevole                                                            | -                                                                     |                                                                       |
| 2-12-1928                                                             | Milano                                                                | Italia                                                                | 3 – 2                                                                 | Paesi Bassi                                                           | Amichevole                                                            | -                                                                     |                                                                       |
| 3-3-1929                                                              | Bologna                                                               | Italia                                                                | 4 – 2                                                                 | Cecoslovacchia                                                        | Coppa Internazionale                                                  | -                                                                     |                                                                       |
| 7-4-1929                                                              | Vienna                                                                | Austria                                                               | 3 – 0                                                                 | Italia                                                                | Coppa Internazionale                                                  | -                                                                     |                                                                       |
| Totale                                                                |                                                                       | Presenze                                                              | 23                                                                    |                                                                       | Reti                                                                  | 1                                                                     |                                                                       |

## Palmarès

### Giocatore

#### Club
- Campionato italiano: 1

Torino: 1927-1928
- Campionato italiano: 1 (revocato)

Torino: 1926-1927
- Coppa Italia: 1

Torino: 1935-1936

#### Nazionale
- Bronzo olimpico: 1

Amsterdam 1928
- Coppa Internazionale: 1

1927-30

### Allenatore
- Campionato italiano: 1

Torino: 1942-1943
- Coppa Italia: 1

Torino: 1942-1943
- Campionato italiano di Serie B: 1

SPAL: 1950-1951
- Serie C: 2

Varese: 1938-1939, 1941-1942